# Meriem Tlili
Pour les articles homonymes, voir Tlili.
Meriem Tlili, née le 11 septembre 2005, est une karatéka tunisienne.

## Carrière
Meriem Tlili est pensionnaire du Tunis Air Club de Djerba, avec ses sœurs jumelles Nour et Zeineb Tlili.
Elle remporte la médaille de bronze avec ses sœurs en kata par équipes aux Jeux africains de plage de 2023 à Hammamet.
Elle est médaillée de bronze en kata individuel et en kata par équipes avec ses sœurs aux Jeux panarabes de 2023 à Alger,. Aux championnats d'Afrique 2023 à Casablanca, elle remporte la médaille de bronze en kata individuel ainsi qu'en kata par équipes avec ses sœurs.